# 카피톨리니 미술관
카피톨리니 미술관(이탈리아어: Musei Capitolini)은 이탈리아 로마에 있는 미술관이다. 콘세르바토리 궁전과 누오보 궁전을 합친 것을 말하며, 두 궁전은 지하로 연결되어 있다. 건물의 설계는 미켈란젤로가 맡았다. 15-18세기에 교황들이 수집한 작품들을 다수 소장하고 있다. 로마의 일곱 언덕인 캄피돌리오 언덕에 세워져 있다.

## 같이 보기
- 가장 큰 미술관 목록